# GPON

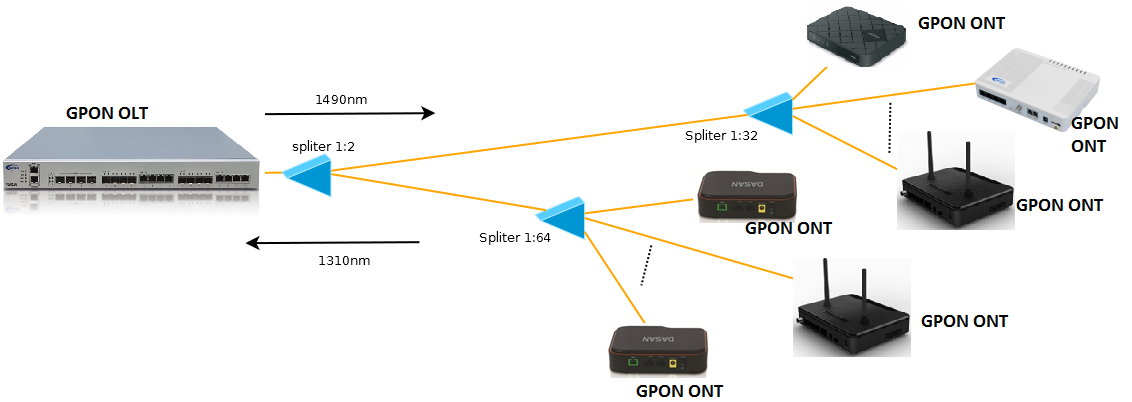

La Red Óptica Pasiva con Capacidad de Gigabit (GPON o Gigabit-capable Passive Optical Network en inglés) es una tecnología de acceso de telecomunicaciones que utiliza fibra óptica para llegar hasta el suscriptor. Sus estándares técnicos fueron aprobados en 2003-2004 por ITU-T en las recomendaciones G.984.1, G.984.2, G.984.3, G.984.4 y G.984.5. Todos los fabricantes de equipos deben cumplirla para garantizar la interoperabilidad. Se trata de las estandarizaciones de las redes PON a velocidades superiores a 1 Gbit/s.
Posteriormente se han editado dos nuevas recomendaciones: G.984.6 (Extensión del alcance) y G.984.7 (Largo alcance).

## Objetivos
Este nuevo estándar surgió con el fin de establecer nuevas exigencias a la red:[cita requerida]
- Soporte de todos los servicios: transmisión de voz (TDM, tanto SONET como SDH), Ethernet (10/100 BaseT), ATM,…
- Alcance máximo de 20 km[nota 1]
- Soporte de varios bitrate con el mismo protocolo, incluyendo velocidades simétricas de 622 Mbit/s, 1.25 Gbit/s, y asimétricas de 3.0 Gbit/s en el enlace descendente y 1.25 Gbit/s en el ascendente.
- OAM&P extremo a extremo.
- Seguridad del nivel de protocolo para el enlace descendente, necesaria debido a la naturaleza multicast de PON.
- El número máximo de usuarios que pueden colgar de una misma fibra es 128[nota 2]

## Características Técnicas

### Multiplexación de la Información
Tanto el sentido descendente como el ascendente viajan en la misma fibra óptica. Para ello se utiliza una multiplexación WDM (Wavelength Division Multiplexing).

### Potencia y Alcance
El alcance de un equipo viene dado por la atenuación máxima que es capaz de soportar sin perder el servicio. La atenuación máxima soportada por un sistema vendrá dada por la potencia máxima garantizada por la OLT (Optical Line Terminal) menos la potencia mínima que es capaz de percibir la ONT (Optical Network Terminal).
El estándar GPON define diferentes tipos de láseres (medidos en dBm):

### Sentido Descendente – Broadcast
Todos los datos se transmiten a todas las ONTs (el splitter es un elemento pasivo que simplemente replica los datos de la entrada en todas las salidas). Cada ONT filtra los datos recibidos (solo se queda con aquellos que van dirigidos hacia él). Tiene el problema de que el operador/usuario puede querer confidencialidad de los datos, lo cual se soluciona mediante cifrado de los datos.

### Sentido Ascendente – TDMA
Se utiliza tecnología conceptualmente similar a TDMA (Time Division Multiple Access). La OLT controla el canal ascendente, asignando ventanas de tiempo a las ONT. Se requiere un control de acceso al medio para evitar colisiones y para distribuir el ancho de banda entre los usuarios. 
Al ser el splitter óptico un elemento pasivo, es necesaria la perfecta sincronización de los paquetes ascendentes que le lleguen, para que sea capaz de formar la trama GPON. Es por ello necesario que la OLT conozca la distancia a la que están las ONTs para tener en cuenta el retardo.

### Identificación de Usuarios
Todos los elementos situados entre OLT y ONT (fibra óptica, splitters, repartidores y conectores) son elementos pasivos, que no requieren alimentación eléctrica pero no "responden" tampoco. Esto implica que la OLT necesita un mecanismo que le permita identificar a cada uno de los usuarios que tiene conectados a una misma fibra. Para ello se ha creado un elemento denominado número de serie de ONT[cita requerida], que debe estar configurado tanto en la OLT como en la ONT. La OLT debe tener un registro de los números de serie de ONT de todos los usuarios y a qué puerto pertenecen (de qué fibra cuelgan). 
El número de serie está compuesto por 8 bytes (64 bits). Los primeros 4 bytes identifican al fabricante y los 4 siguientes a la ONT propiamente dicha.
Para que sea más manejable, se suele convertir el número a ASCII (8 caracteres ASCII) o a hexadecimal (16 caracteres hexadecimales).

### Configuración Remota de las ONT
Uno de los principales problemas que se ha intentado resolver en la tecnología GPON ha sido el conseguir gestión remota del equipamiento de usuario, ya que cada visita a casa del cliente supone un elevado coste económico. Esto permite reducir los costes operativos.
Para ello, dentro de la norma GPON se ha desarrollado un protocolo denominado OMCI (ONT Management and Control Interface) según la recomendación G.984.4 de la ITU-T. Este protocolo permite la configuración remota de las ONTs. Para cada ONT se establece un canal de gestión entre OLT y ONT. Incluye gestión, rendimiento, monitorización de alarmas, fallos y prestaciones. El protocolo OMCI es uno de los aspectos fundamentales para garantizar la interoperabilidad entre fabricantes. Hay diversos mecanismos de transmisión de la información OMCI.

### Protocolos de Enlace
La norma GPON contempla dos posibilidades referentes a los protocolos de enlace que se pueden utilizar:
- ATM: es el utilizado por APON y BPON, por lo que es una solución continuista.
- GEM (GPON Encapsulation Method): se trata de un nuevo protocolo definido por la G.984s para en GPON.

A pesar de existir las dos posibilidades, los fabricantes se han decantado por implementar solamente la solución GEM. La pila de protocolos quedaría de la siguiente manera: Ethernet sobre GEM, y éste sobre TDM/TDMA

### Implementación Multicast
GPON es una tecnología punto a multipunto, en el que todos los usuarios reciben la misma información, pero solo se quedan con la que está dirigida a ellos. Si dos usuarios piden el mismo canal de televisión, ¿para qué voy a enviarlo dos veces si los usuarios reciben toda la información?
Multicast es un protocolo de red utilizado para la difusión de televisión, debido a que optimiza los flujos de datos a través de la red. No confundir con el servicio de video bajo demanda. Este protocolo, está integrado en las ONTs, OLT y decodificadores.
El estándar GPON se ha diseñado para que una parte de la trama GPON esté dedicada al tráfico multicast, de tal manera que sea accesible por todos los usuarios. Esta es la manera de conseguir enviar una sola copia de cada canal independientemente de los usuarios que la estén solicitando.

## Elementos

### OLT (Optical Line Termination)
Es el elemento activo situado en sitio central de equipamiento. De él parten las fibras ópticas hacia los usuarios (cada OLT suele tener capacidad para dar servicio a varios miles de usuarios)[cita requerida](ENLACE TPE)
Este equipo agrega el tráfico proveniente de los clientes y lo encamina hacia la red de agregación. Realiza funciones de router para poder ofrecer todos los servicios demandados por los usuarios.

### ONT (Optical Network Termination)

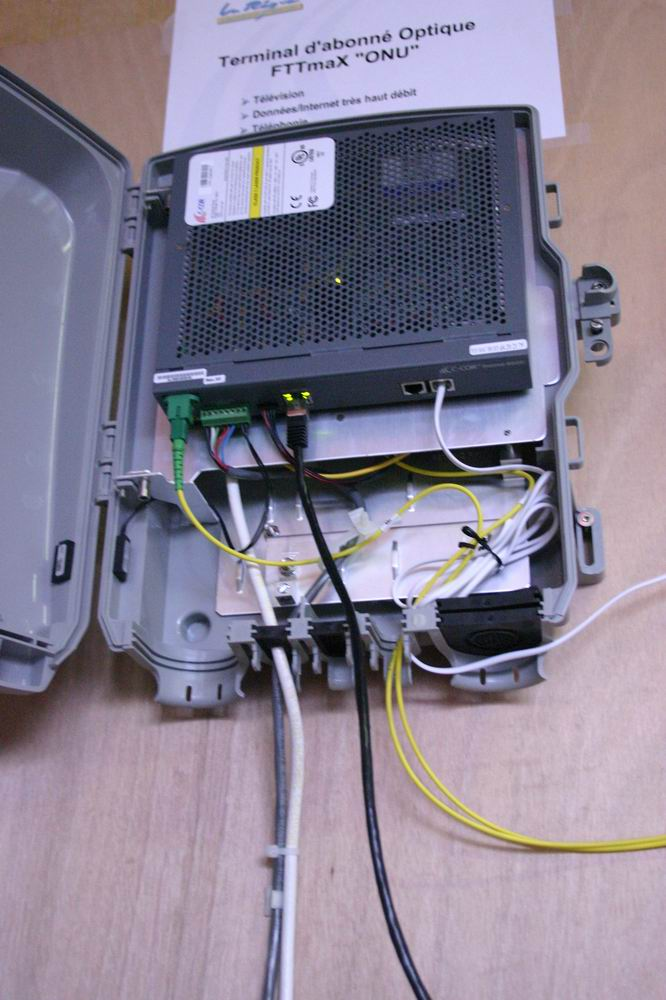
Optical Network User (ONU) en una terminal de abonado.

La ONT (Optical Network Termination) es el elemento situado en casa del usuario que termina la fibra óptica y ofrece las interfaces de usuario. Estos interfaces han evolucionado del fast ethernet al gigabit ethernet a la par que las velocidades ofrecidas a los usuarios. Actualmente no existe interoperabilidad entre elementos, por lo que debe ser del mismo fabricante que la OLT.[cita requerida] Se está trabajando para conseguir la interoperabilidad entre fabricantes, lo que permitiría abrir el mercado y abaratar precios (situación actualmente conseguida por las tecnologías XDSL).[cita requerida]

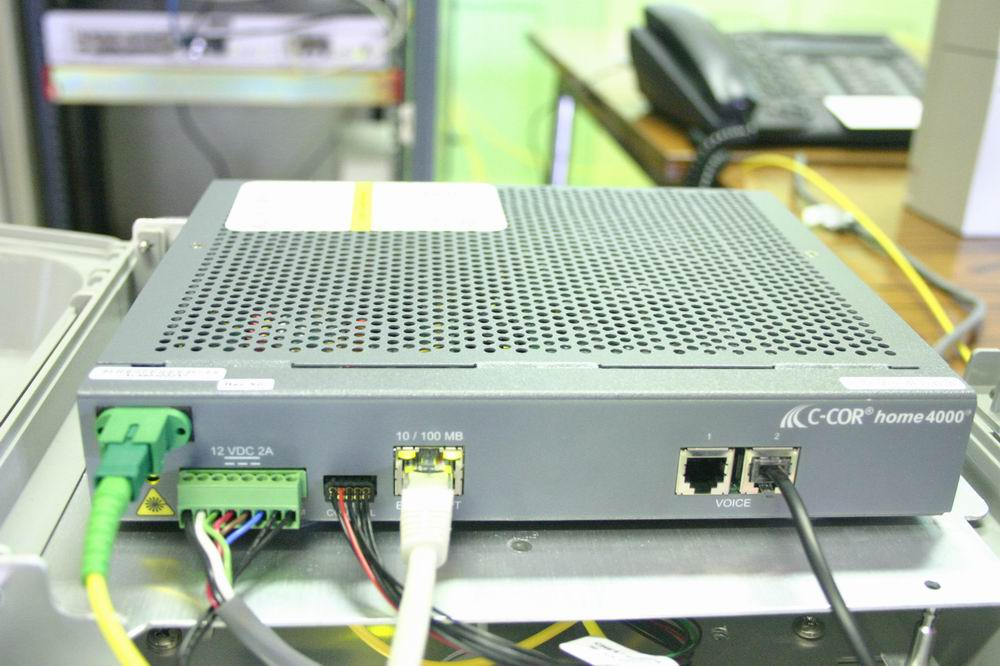
Detalle de los conectores de una ONT

En el caso de las ONTs de exterior, deben estar preparadas para soportar las inclemencias meteorológicas y suelen estar equipadas con baterías. Existe una gran variedad de ONTs, en función de los servicios que se quieran ofrecer y las interfaces que ofrezcan al usuario:
- Interfaces que pueden alcanzar velocidades de hasta 1 Gbit/s. Se suelen utilizar en usuarios residenciales y empresas para ofrecer servicios de conectividad a Internet e IPTV.
- Interfaces RJ11, que se utilizan para conectar teléfonos analógicos y ofrecer servicios de voz.
- Interfaces E1 o STM-1, para dar servicios específicos de empresa.

Es fundamental para el desarrollo del mercado diseñar un estándar de interoperabilidad entre diferentes fabricantes de OLTs y ONTs, donde un estudio de 2013 mostró que interoperabilidad era el segundo criterio de selección en importancia (31%) después de precio (41%).

### MDU (Multi Dwelling Unit)
Permite ofrecer servicio a múltiples usuarios, frente a las ONTs que dan servicio a un único cliente. Existen varios modelos de MDU entre los que destacan estos dos:
- MDU XDSL:

Termina la fibra óptica que llega de la central telefónica. Utiliza tecnología XDSL para ofrecer servicios a los usuarios. Van integrados dentro de un armario, que se ubica en una zona común del edificio, con fácil acceso a los pares de cobre que llegan a los pisos. La ventaja fundamental que ofrecen respecto a las ONTs es que permiten aprovechar las redes verticales de cobre que existen en los edificios. La desventaja es que tienen todas las limitaciones de las tecnologías xDSL.[cita requerida]
- MDU con interfaces fast o Giga ethernet:

Están equipadas con una gran cantidad de interfaces ethernet y permiten dar servicio a un edificio que esté cableado con cable UTP o a una empresa.

## Aplicaciones
- Fibra hasta X (FTTX)

- Regulado por FSAN
- Alcance: En la capa TC de la G-PON, se define que el máximo alcance lógico es de 60 km, mientras que la máxima diferencia de distancia de fibra entre la ONU más lejana y la más cercana debe ser 20 km.

- Ethernet in the First Mile (EFM) (conexión de red entre las instalaciones del cliente y la oficina central).

- Regulado por IEEE 802.03ah
- Alcance: 750 m –2,7 km
- Distribución de tv digital

## Servicios que ofrece
GPON es un estándar muy potente, pero a la vez muy complejo de implementar que ofrece:
- Soporte global multiservicio: incluyendo voz (TDM, SONET, SDH), Ethernet 10/100 Base T, ATM, Frame Relay y muchas más
- Alcance físico de 20 km
- Soporte para varias tasas de transferencia, incluyendo tráfico simétrico de 622 Mbit/s, tráfico simétrico de 1.25 Gbit/s y asimétrico de 2.5 Gbit/s en sentido descendente y 1.25 Gbit/s en sentido ascendente.
- Importantes facilidades de gestión, operación y mantenimiento, desde la cabecera OLT al equipamiento de usuario ONT.
- Seguridad a nivel de protocolo (cifrado) debido a la naturaleza multicast del protocolo.

## Resumen principales parámetros
| Arquitectura     | Flujo de bajada de pico      | Flujo de subida de pico   | Splitter    | Protocolo Estándar | Organismo |
| ---------------- | ---------------------------- | ------------------------- | ----------- | ------------------ | --------- |
| GPON             | 2.488 Gbit/s                 | 1.244 Gbit/s              | Hasta 1:128 | ITU-T G.984        | ITU-T     |
| XG-PON (10G-PON) | 10 Gbit/s                    | 2.5 Gbit/s                | Hasta 1:128 | ITU-T G.987        | ITU-T     |
| XGS-PON          | 10 Gbit/s                    | 10 Gbit/s                 | Hasta 1:128 | ITU-T G.9807.1     | ITU-T     |
| NG-PON2          | Hasta 40 Gbit/s (4x10G DWDM) | Hasta 10 Gbit/s por canal | Hasta 1:256 | ITU-T G.989        | ITU-T     |

## Conclusiones y Perspectivas Futuras
La mayoría de los grandes operadores actuales se han decantado por la tecnología GPON. En 2007 muchas operadoras realizaron “pruebas piloto” con pocos usuarios. El objetivo de estas pruebas era empezar a vislumbrar las dificultades de trabajar la fibra óptica. A lo largo de 2008 se espera el lanzamiento “masivo” de servicios sobre GPON. A modo de ejemplo, Verizon espera tener 6 millones de hogares conectados en 2008 (18 millones para 2010) y France Telecom conectará a 200 000 usuarios en 2008. En Argentina, desde 2010, Telmex comenzó a utilizar este tipo de tecnología; al día de hoy, más de 30 000 usuarios lo pueden utilizar y está abarcando más de 5 provincias en este país. En el 2012 en Cali (Colombia), la empresa pública de telecomunicaciones Emcali, inició el servicio de IPTV agregado al de voz e internet banda ancha por ADSL sobre esta plataforma alcanzando sus cerca de 400.000 clientes en la zona metropolitana. En España a principios del 2013 Movistar daba servicio con esta tecnología a 350.000 clientes aproximadamente, ascendiendo a 701.000 en el primer trimestre del 2014, prácticamente el doble que el año anterior. Uruguay comenzó en el 2012 un despliegue para llegar con fibra óptica a todos los hogares del país y ya el en 2014 alcanzaba a más del %60 de sus clientes.[cita requerida]  En 2017 en Canarias (España), la empresa de telecomunicaciones, inició el servicio de GPON ofreciendo propuestas globales para cadenas hoteleras en España desde la instalación de líneas de alta velocidad de Fibra al mantenimiento para el correcto funcionamiento de todos los sistemas siempre utilizando un único cable de Fibra óptica para hacer llegar Servicios IP (Voz, IPTV, WIFI, Video Vigilancia) con una velocidad de transmisión por la fibra de 2,5 Gigabit. El resultado final para los hoteles son una infraestructura y un servicio que cubre todas las necesidades actuales demandada por sus clientes. Además, del aumento en la satisfacción durante la estancia de los huéspedes y por ende la rentabilidad de la empresa Hotelera por las buenas puntuaciones y fidelización de sus huéspedes.